# Драган Бјелогрлић
Драган Бјелогрлић (Опово, 10. октобар 1963) јесте српски глумац, редитељ, сценариста и продуцент.
Прву улогу добио је 1978. године, у филму Бошко Буха, да би осамдесетих започео његов константни успон у југословенској кинематографији, првенствено захваљујући ТВ серији Бољи живот, где је играо бунтовног Слободана Бобу Попадића. Током деведесетих остварио је велики успех глумећи углавном у филмовима ратне тематике, као што су Црни бомбардер, Лепа села лепо горе, Ране и Небеска удица, али и захваљујући мјузиклу Хајде да се волимо 3. И у новом миленијуму ствара упечатљиве улоге у филмовима Сиви камион црвене боје и Ивкова слава, као и у ТВ серији Вратиће се роде. После 2010. његово стваралаштво доживљава својеврсну ренесансу, у којој се Бјелогрлић остварује и као сценариста и редитељ. Најпознатији пројекти које је режирао су спортске историјске драме Монтевидео, Бог те видео и Монтевидео, видимо се, а највише од свих његова ТВ мистерија Сенке над Балканом, најбоље оцењена српска серија на сајту story.rsИМДб, коју Бјелогрлић потписује као редитељ, сценариста и глумац. Добитник је 15 главних награда за филмове на домаћим фестивалима и преко 20 интернационалних признања.

## Биографија
Потиче из српске добровољачке породице из Херцеговине, која се населила у Банату, после Првог светског рата. Године 1965. доселио се са породицом у Београд, гдје је касније завршио основну и средњу школу, као и две године Грађевинског факултета.
Драган Бјелогрлић је први пут пред камерама глумио са 15 година и то у филму Бранка Бауера Бошко Буха из (1978). године, тумачећи лик Саве Јовановића Сирогојна. Уследио је низ мањих улога у телевизијским серијама и филмовима. До средине 1980их Бјелогрлић је постао један од најпопуларнијих млађих глумаца у Југославији. Године 1984. уписао је Факултет драмских уметности у Београду, на којем је дипломирао 1989.
Прославио се улогом Слободана Попадића у серији Бољи живот (1987—1990). Након те улоге, уследиле су улоге у ТВ серији Заборављени (1990) и филмовима Црни бомбардер (1992), Пун месец над Београдом (1993), Лепа села лепо горе (1996), које су Бјелогрлића уврстиле у ред најпознатијих и најпризнатијих српских глумаца.
Последњих година Бјелогрлић се окушао као продуцент, а први филм који је продуцирао била су Лепа села лепо горе.
Опробао се и као редитељ, режирао је играни филм и тв серију Монтевидео, бог те видео и Монтевидео, видимо се, са којим је постигао велики успех. Филм је изабран за српског представника за награду Оскар.
Ипак, највећи успех као аутор доживео је са серијом Сенке над Балканом где је играо и главну улогу инспектора Андре Танасијевића. Серија је на популарном сајту за филмове и серије IMDb оцењена као најбоља српска серија свих времена.
Године 1994. Драган и његов брат Горан, који је по занимању електроинжењер, су основали продуцентску кућу "Кобра". Бјелина сестра од тетке је певачица Зорана Павић. Заједно су обрадили дует "Некако с’ пролећа".
Бјелогрлић је професор на Факултету за медије и комуникације у Београду, где је ментор мастер програма "Производња ТВ серија".
Током лета Бјелогрлић је становник банатског села Баранде, где је његовом заслугом отворен филмски студио.
У августу 2021. физички је напао колегу Гагу Антонијевића задавши му неколико удараца у пределу главе. Антонијевић је раније у јавности тврдио да му је Бјелогрлић нудио мито. Октобра 2024. је осуђен на условну казну затвора од шест месеци са роком провере од две године, због насилничког понашања.

### Чести сарадници
Његове најпознатије партнерке на телевизији и филму биле су Весна Тривалић, Наташа Нинковић и Дубравка Мијатовић. Прве две играју и у његовој серији Сенке над Балканом. Осим њих, ту су и Аница Добра и Бранка Катић.
Бјелогрлић је најчешће сарађивао са глумцима са којима је студирао, Срђаном Тодоровићем и Милорадом Мандићем Мандом, као и са другим глумцима средње генерације: Ненадом Јездићем, Николом Ђуричко, Драганом Јовановићем, Војином Ћетковићем, Зораном Цвијановићем, Николом Којо, Небојшом Глоговцем и другима.

## Политички активизам
Противник је политике Александра Вучића и коалиције окупљене око Српске напредне странке. Говорио је на скуповима опозиције и њених симпатизера.
Један је од потписника Прогласа, текста групе јавних делатника који се негативно изражавају према резултатима влада предвођеним СНС.
Поводом резултата београдских избора 2023. године тврдио је да су се дешавали марифетлуци и истакао о је дистинкцију између градског језгра Београда који гласа за опозицију и других делова Београда (мање развијене општине попут Борче, Обреновца и Младеновца) који гласа за власт.

## Лични живот
Почетком деведесетих година је упознао студенткињу енглеског језика и књижевности Мају са којом се венчао 14. фебруара 1996. године. Ћерку Миу су добили 19. јула 1996. године, а 30. априла 2000. године су добили сина Алексеја.
Бјелогрлић је велики љубитељ аутомобила. Имао је "поршеа" који је заменио "јагуаром". Власник је квада.
У интервјуима је изразио жељу да постане пилот али је одустао од ове идеје.
Љубитељ је фудбала и навијач Партизана.
Бавио се сурфингом. Рекреативно скија, плива и игра тенис.

## Награде и признања
- Награда за најбољи глумачки пар са Весном Тривалић на фестивалу у Нишу за серију Бољи Живот 1991.
- 2 гран прија „Ћеле-кула” за најбољег глумца у филму Лепа села лепо горе на глумачком фестивалу у Нишу
- 2 Златне мимозе, за најбољу улогу у филму Лепа села лепо горе на филмском фестивалу у Херцег Новом,
- Статуета Слобода за најбоље глумачко остварење на Филмском фестивалу у Сопоту
- Награда Повеља за изузетну мушку улогу у филму „Др Реј и Ђаволи”
- Добитник је преко 15 главних награда за филмове на домаћим фестивалима и преко 20 интернационалних признања и гран прија.
- Награда за глуму за улогу Рендлија П. Мекмарфија у представи Лет изнад кукавичјег гнезда на „Бориним позоришним данима” 2006. године[13]
- Златна Антена за најбољи сценарио за серију Монтевидео, Бог Те Видео
- Награда публике у Москви за филм Монтевидео, Бог те видео 2011.
- Награда Браћа Карић 2014.
- Награда за допринос европској кинематографији на 10. Европском и медитеранском филмском фестивалу у Пирану (2020)[1][4][14][15]
- Europa prima 2022[16]

## Филмографија
Филмови, серије и улоге које је играо:

### Глумац
| Год.       | Назив                                            | Улога                             |
| ---------- | ------------------------------------------------ | --------------------------------- |
| 1970.-те   |                                                  |                                   |
| 1978.      | Бошко Буха                                       | Саво Јовановић Сирогојно          |
| 1978.      | Бошко Буха (ТВ серија)                           | Саво Јовановић Сирогојно          |
| 1980.-те   |                                                  |                                   |
| 1981.      | Балада о Синиши и мангупу                        | Синиша                            |
| 1981.      | База на Дунаву                                   | Ђоле                              |
| 1982.      | Јабука (кратки филм)                             | Јабука                            |
| 1983.      | Хало такси                                       | Шугеров сестрић                   |
| 1983.      | Кроз војнички клуб                               |                                   |
| 1983.      | Велики транспорт                                 | Бора                              |
| 1984.      | Мољац                                            |                                   |
| 1984.      | Бањица (ТВ серија)                               |                                   |
| 1986.      | Бал на води                                      | млади Саша                        |
| 1986.      | Одлазак ратника, повратак маршала                |                                   |
| 1987.      | Седми дан                                        |                                   |
| 1987.      | Waitapu                                          | Човек у ресторану 1               |
| 1987.      |                                                  | војник у борделу                  |
| 1987.      | Aenigma                                          | Том                               |
| 1987–1988. | Бољи живот                                       | Слободан „Боба“ Попадић           |
| 1988.      | Браћа по матери                                  | Веселинов друг                    |
| 1989.      | Бољи живот                                       | Слободан „Боба“ Попадић           |
| 1989.      | Најбољи                                          | Жарко Нинков                      |
| 1989.      | Како је пропао рокенрол                          | милицајац                         |
| 1990.-те   |                                                  |                                   |
| 1990.      | Заборављени                                      | Мишко                             |
| 1990.      | Почетни ударац                                   | Мишко                             |
| 1990.      | Хајде да се волимо 3                             | Вања                              |
| 1990–1991. | Бољи живот 2                                     | Слободан „Боба“ Попадић           |
| 1991.      | Видео јела, зелен бор                            | Милисав                           |
| 1991.      | Гњурац                                           | Радован Поповић                   |
| 1992.      | Црни бомбардер                                   | Црни                              |
| 1993.      | Пун месец над Београдом                          | Алекса                            |
| 1994.      | Два сата квалитетног програма                    | Армани                            |
| 1995.      | Љубав и мржња — Европске приче 3: Свиње и бисери | Марко                             |
| 1996.      | Лепа села лепо горе                              | Милан                             |
| 1997.      | Горе доле                                        | Зоран Жигић „Зиги“                |
| 1997.      | Балканска правила                                | Божидар Пешић „Божа“              |
| 1998.      | Купи ми Елиота                                   | Антоније Костић                   |
| 1998.      | Ране                                             | Куре                              |
| 1999.      | Sti skia tou polemou (У сенци рата)              | Емир                              |
| 1999.      | Небеска удица                                    | Тоза                              |
| 2000.-те   |                                                  |                                   |
| 2000.      | Рат уживо                                        | Сергеј                            |
| 2000.      | Млијечни пут                                     |                                   |
| 2001.      | Наташа                                           | Аца                               |
| 2002.      | Деца филма                                       | Лично                             |
| 2002.      | Ко чека дочека                                   |                                   |
| 2003.      | Ледина                                           | Драган                            |
| 2003.      | М(ј)ешовити брак                                 | Бацковић                          |
| 2003.      | Кајмак и мармелада                               | Горан                             |
| 2003.      | Boban hockeystjärnan                             | Стево                             |
| 2004.      | Црна хроника                                     | Горан                             |
| 2004.      | Поклон за Сању                                   |                                   |
| 2004.      | Сиви камион црвене боје                          | Швабо                             |
| 2005.      | Хероји за један дан                              | Брат                              |
| 2005.      | Cuore nel pozzo, Il                              | Новак                             |
| 2005.      | Потера за срећ(к)ом                              | Дон                               |
| 2005.      | Ивкова слава                                     | Калча                             |
| 2006.      | Тата и зетови                                    | Бубић                             |
| 2007.      | Балкански синдром                                | Бега                              |
| 2007.      | Црни Груја и камен мудрости                      | Силберлибер                       |
| 2007.      | С. О. С. - Спасите наше душе                     | Милорад                           |
| 2007.      | Позориште у кући                                 | Родољуб Рођа Петровић             |
| 2007–2008. | Вратиће се роде                                  | Ексер                             |
| 2009.      | Роде у магли                                     | Ексер                             |
| 2010.-те   |                                                  |                                   |
| 2010.      | Ма није он такав                                 | Бошко Павловић „Боле Калифорнија“ |
| 2012.      | Доктор Реј и ђаволи                              | Ратко Дражевић                    |
| 2012.      | Клопка (ТВ Серија из 2012)                       | Горан Латиновић                   |
| 2012.      | Будва на пјену од мора                           | Дибоа                             |
| 2013.      | Изход                                            | Александар                        |
| 2013.      | Мамарош                                          | војник на граници                 |
| 2013.      | Надреална телевизија                             |                                   |
| 2013–2014. | Равна Гора (ТВ серија)                           | Јосип Броз Тито                   |
| 2014.      | Монтевидео, видимо се!                           | Драган Бјелогрлић                 |
| 2013–2014. | Фолк                                             | Гане Папагај                      |
| 2014.      | Монтевидео, Бог те видео! (ТВ серија)            | Драган Бјелогрлић                 |
| 2013.      | Споменик Мајклу Џексону                          | Душан                             |
| 2015.      | Чизмаши                                          | мајор Софтић                      |
| 2016–2018. | Војна академија                                  | потпуковник Панић                 |
| 2018.      | Јужни ветар (филм)                               | Цар                               |
| 2017–2019. | Сенке над Балканом                               | Андра Танасијевић                 |
| 2020.-те   |                                                  |                                   |
| 2020.      | Тајкун                                           | Владан Симоновић                  |
| 2020.      | Јужни ветар (ТВ серија)                          | Цар                               |
| 2021.      | Нечиста крв: Грех предака                        | Хаџи Трифун                       |
| 2021.      | Нечиста крв (ТВ серија)                          | Хаџи Трифун                       |
| 2022.      | Траг дивљачи                                     | Милоје                            |
| 2023.      | Ланчана реакција                                 | Александар Лека Ранковић          |
| 2024.      | Back Up                                          |                                   |
| 2025.      | Излет (филм из 2025)                             |                                   |

### Редитељ[4]
- 2010. Монтевидео, Бог те видео!
- 2012–2014. Монтевидео, Бог те видео! (серија)
- 2014. Монтевидео, Видимо се!
- 2017−2019. Сенке над Балканом
- 2021. Тома
- 2023. Тома (серија)
- 2023. Чувари формуле
- 2024. Ја, Пинк Пантер

### Сценарио
Написао је сценарије за серије и филмове:
Сценарио за серије
- Вратиће се роде
- Монтевидео, Бог те видео!
- Жигосани у рекету
- Тома (ТВ серија)
- Сенке над Балканом

Сценарио за филмове
- Роде у магли
- Рат уживо

### Продуцент[17]
- 1994. Моја драга
- 1996. Лепа села лепо горе
- 1998. Ране
- 2000. Рат уживо
- 2003. Мали свет
- 2005. Ивкова слава
- 2007. Вратиће се роде
- 2009. Роде у магли
- 2021. Тома (филм) о Томи Здравковићу
- 2023. Тома (ТВ серија) о Томи Здравковићу
- 2023. Ланчана реакција
- 2024. Ја, Пинк Пантер

### Позориште
Бјелогрлић је углавном познат као телевизијски глумац, а играо је у представама:
- Блуз за месију,
- Лет изнад кукавичјег гнезда,
- Моја драга,
- Ратна кухиња, итд.[4]